# Eiskalt wie die Hölle
Eiskalt wie die Hölle (Originaltitel: Absolute Zero) ist ein kanadischer Katastrophenfernsehfilm aus dem Jahr 2006 von Robert Lee. Als Hauptdarsteller werden Jeff Fahey und Erika Eleniak geführt.

## Handlung
Dr. David Koch, Klimaforscher der NASA, findet mit Erschrecken bei seinen Untersuchungen heraus, dass sich auf der Erde die Pole verschieben. Laut allgemein anerkannten wissenschaftlichen Forschung war dies der Grund für die letzte Eiszeit. Daher setzt er seine Kollegen und die Behörden in Alarmbereitschaft. Allerdings kommt von Regierungsbeamten die ernüchternde Antwort, dass sie keinen Grund zum Handeln sehen. Schon bald werden tiefgefrorene Krebse und Fische aus dem Meer gezogen und vom Himmel regnet es erfrorene Vögel. Selbst ein Eisberg, der im Hafen vom Miami strandet, wird von den Behörden ignoriert.
Unbeirrt von der Ignoranz der Verantwortlichen setzt Koch seine Forschung fort und findet heraus, dass in wenigen Stunden die Temperatur in der Nähe des Äquators auf −273 Grad Celsius sinken wird. Daher kontaktiert er erneut die zuständigen Behörden und empfiehlt, Florida zu evakuieren. Erneut wird seinen Worten kein Gehör geschenkt. Er beschließt, seine Ex-Frau Bryn, die gemeinsame Tochter und weitere ihm nah stehende Menschen vor der Klimakatastrophe zu retten. Ziel ist es, einen Saferoom in einem hermetisch abgeriegelten Labor in Miami zu erreichen. Dieser kann laut Koch Schutz vor den Minustemperaturen bieten.
Koch gibt während der gemeinsamen Reise weitere Informationen preis. Seinen Forschungen nach wird sich Florida in eine lebensfeindliche, vereiste Landschaft verwandeln. Im Gegenzug würden die Arktis und Antarktis ein tropisches Klima annehmen und zukünftig bewohnbar werden. Es kommt, wie es Koch ankündigte: erste starke Schneestürme erreichen Florida und die Verantwortlichen erkennen zu spät, dass Koch Recht hatte.

## Hintergrund
Die Dreharbeiten fanden vorwiegend in und um Vancouver in British Columbia statt. In Deutschland feierte der Film am 6. Juni 2007 im ZDF seine Free-TV-Premiere. In Deutschland erschien der Film auch unter dem Verweistitel Absolute Zero – Eiskalt wie die Hölle.

## Rezeption
„Lächerlicher Klima-Thriller mit unbeholfenen Effekten als billiger Abklatsch von Roland Emmerichs The Day After Tomorrow.“

Im Audience Score, der Publikumsbewertung auf Rotten Tomatoes, erhielt der Film bei über 500 Bewertungen eine Wertung von 22 %. In der Internet Movie Database hat der Film bei über 1.600 Stimmenabgaben eine Wertung von 3,1 von 10,0 möglichen Sternen (Stand: 24. Oktober 2022).